# Kaiser-Gräber der Tang-Dynastie

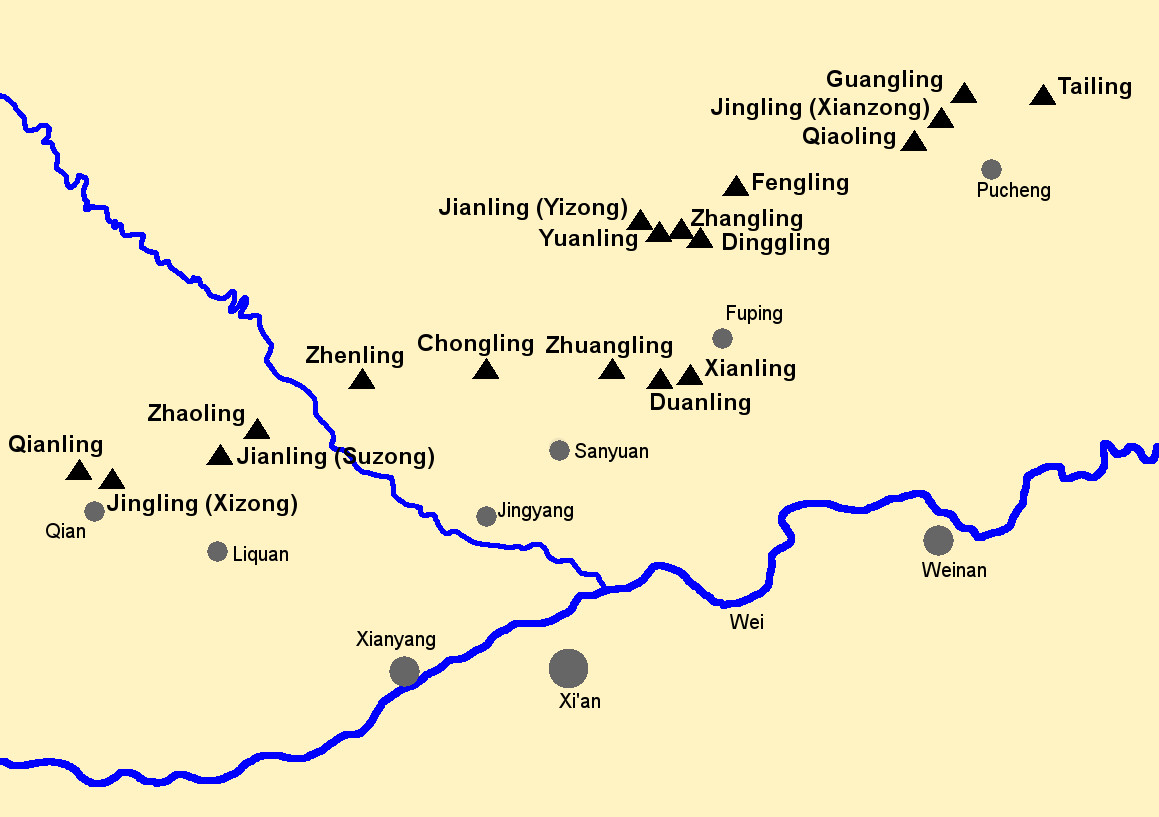
Karte

Die Kaiser-Gräber der Tang-Dynastie (chin. Tangdai lingmu, Tangdai dimu) sind die Mausoleen der Kaiser der Tang-Dynastie in China.
Die größte Gruppe davon in der Provinz Shaanxi wird auch unter der Bezeichnung „Achtzehn Mausoleen der Tang-Dynastie“ (Tang shiba ling 唐十八陵; engl. Eighteen Tang Dynasty Tombs / Eighteen Mausolea in the Tang Dynasty / The Eighteen Imperial Tang Tombs / etc.) bzw. „Achtzehn Guanzhong-Mausoleen“ (Guanzhong shiba ling 关中十八陵) zusammengefasst.
Sie liegen nördlich des Flusses Wei He 渭河 und an den Ufern des Flusses Jing He 泾河. Sie erstrecken sich über einen Bereich von 150 km. Die meisten Gräber sind von einer Anzahl kleinerer Gräber umgeben, in denen Prinzen, Prinzessinnen, hohe Beamte usw. begraben sind.
Vier der achtzehn Gräber sind künstlich aufgeschüttete Hügel, die aus der Guanzhong-Ebene (关中平原) herausragen, darunter das Xianling 献陵, das Grab des ersten Tang-Kaisers Gaozu 唐高祖.
Die Grabanlagen der beiden letzten Tang-Kaiser befinden sich in den Provinzen Henan und Shandong.
Die Kaiserlichen Mausoleen der Tang-Dynastie in den sechs Kreisen Fuping, Pucheng 蒲城县, Sanyuan 三原县, Jingyang 泾阳县, Liquan 礼泉县 und Qian 乾县 der Provinz Shaanxi stehen seit 2001 auf der Liste der Denkmäler der Volksrepublik China (5-184). Das Zhaoling-Mausoleum und das Qianling-Mausoleum wurden bereits 1961 in die Liste aufgenommen.
Mit Ausnahme des (noch ungeöffneten) Qianling-Mausoleums (乾陵) wurden alle ausgeraubt.

## Übersicht
TLSD: jllib.org (Tangling shidiao)
KGX: Zhongguo da baike quanshu: Kaoguxue
| Name des Grabes | Ort                      | Kaiser                           | reg.         | Jahr (KGX: 517) | Bemerkungen   | Bild |
| --------------- | ------------------------ | -------------------------------- | ------------ | --------------- | ------------- | ---- |
| Xianling 献陵   | Shaanxi, Sanyuan 三原    | Gaozu 高祖 (Li Yuan 李渊)        | 618–626      | 635             | [ 3 ] [ 4 ]   |      |
| Zhaoling 昭陵   | Shaanxi, Liquan 礼泉     | Taizong 太宗 (Li Shimin 李世民)  | 627–649      | 636             | [ 5 ]         |      |
| Qianling 乾陵   | Shaanxi, Qian 乾县       | Gaozong 高宗 (Li Zhi 李治)       | 650–683      | 684             | [ 6 ]         |      |
|                 |                          | Kaiserin Wu Zetian 武则天        | 684–704      | 706             |               |      |
| Dingling 定陵   | Shaanxi, Xingping 兴平   | Zhongzong 中宗 (Li Xian 李显)    | 684, 705–710 | 710             | [ 7 ] [ 8 ]   |      |
| Qiaoling 桥陵   | Shaanxi, Pucheng 蒲城    | Ruizong 睿宗 (Li Dan 李旦)       | 684, 710–712 | 716             | [ 9 ] [ 10 ]  |      |
| Tailing 泰陵    | Shaanxi, Pucheng 蒲城    | Xuanzong 玄宗 (Li Longji 李隆基) | 712–756      | 763             | [ 11 ] [ 12 ] |      |
| Jianling 建陵   | Shaanxi, Liquan 陕西礼泉 | Suzong 肃宗 (Li Heng 李亨)       | 756–761      | 763             | [ 13 ] [ 14 ] |      |
| Yuanling 元陵   | Shaanxi, Fuping 陕西富平 | Daizong 代宗 (Li Yu 李豫)        | 762–779      | 779             | [ 15 ]        |      |
| Chongling 崇陵  | Shaanxi, Jingyang 泾阳   | Dezong 德宗 (Li Shi 李适)        | 780–805      | 805             | [ 16 ]        |      |
| Fengling 丰陵   | Shaanxi, Fuping 富平     | Shunzong 顺宗 (Li Song 李诵)     | 805          | 806             | [ 17 ]        |      |
| Jingling 景陵   | Shaanxi, Pucheng 蒲城    | Xianzong 宪宗 (Li Chun 李纯)     | 806–820      | 820             | [ 18 ]        |      |
| Guangling 光陵  | Shaanxi, Pucheng 蒲城    | Muzong 穆宗 (Li Heng 李恒)       | 821–824      | 824             | [ 19 ]        |      |
| Zhuangling 庄陵 | Shaanxi, Sanyuan 三原    | Jingzong 敬宗 (Li Zhan 李湛)     | 825–827      | 827             | [ 20 ]        |      |
| Zhangling 章陵  | Shaanxi, Fuping 富平     | Wenzong 文宗 (Li Ang 李昂)       | 827–840      | 840             | [ 21 ]        |      |
| Duanling 端陵   | Shaanxi, Sanyuan 三原    | Wuzong 武宗 (Li Yan 李炎)        | 841–846      | 846             | [ 22 ]        |      |
| Zhenling 贞陵   | Shaanxi, Jingyang 泾阳   | Xuanzong 宣宗 (Li Chen 李忱)     | 847–859      | 860             | [ 23 ]        |      |
| Jianling 简陵   | Shaanxi, Fuping 富平     | Yizong 懿宗 (Li Cui 李漼)        | 860–874      | 874             | [ 24 ]        |      |
| Jingling 靖陵   | Shaanxi, Qian 乾县       | Xizong 僖宗 (Li Xuan 李儇)       | 874–888      | 888             | [ 25 ]        |      |
| Wenling 温陵    | Henan, Luoyang 洛阳      | Zhaozong 昭宗 (Li Ye 李晔)       | 889–904      |                 |               |      |
| Heling 和陵     | Shandong, Heze 菏泽      | Aidi 哀帝 (Li Zhu 李柷)          | 905–907      |                 |               |      |

## Nachschlagewerke
- Zhongguo da baike quanshu: Kaoguxue (Archäologie). Beijing: Zhongguo da baike quanshu chubanshe, 1986